# Cattedrale di Cahors

Pianta della cattedrale

La cattedrale di Santo Stefano (in francese: cathédrale Saint-Étienne de Cahors) è il principale luogo di culto cattolico di Cahors, nel dipartimento del Lot. La chiesa, sede del vescovo di Cahors, è monumento storico di Francia dal 1862.

## Storia

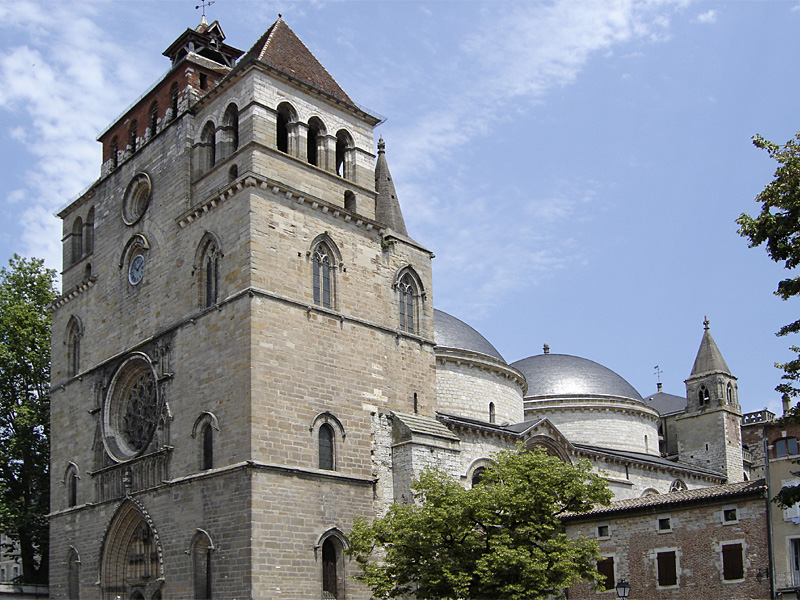
Vista da tre quarti della facciata

La storia della cattedrale non è ben conosciuta; e non tutti gli storici concordano sulle date di costruzione delle sue diverse parti.
Per Joseph Daymard, una prima cattedrale fu probabilmente costruita all'epoca di San Marziale di Limoges che introdusse il cristianesimo nella regione, intorno al 260.
È possibile che questa prima chiesa sia stata distrutta da Teodeberto (o Thibert), figlio di Chilperico I, quando prese la città, che rase al suolo nel 574. La cattedrale fu certamente ricostruita, viene infatti menzionata più volte nella vita di San Desiderio di Cahors, vescovo di Cahors, così come gli edifici che aveva costruito, in particolare il doppio palazzo, a nord della cattedrale, con funzione di residenza per sé e i suoi chierici, l'oratorio dedicato a San Martino, all’interno della cattedrale, e le sue donazioni agli stabilimenti religiosi della sua diocesi.
Allo stesso modo, nel testamento di San Desiderio, vescovo di Auxerre, si menziona che la cattedrale di Cahors sorgeva sullo stesso sito. Questa chiesa venne probabilmente distrutta di nuovo, o nel 732 dai Saraceni, o nel 763, da Pipino il Breve quando combatté contro il duca di Waifer di Aquitania. Secondo gli storici, una terza cattedrale è stata ricostruita durante il regno di Carlo Magno o dei suoi successori e sarebbe sopravvissuta fino alla cattedrale attuale con la sua celebre fila di cupole. L'edificio fu definitivamente completato intorno al 1135.

## Santa Cuffia di Cahors
Nella cattedrale viene custodita una celeberrima reliquia, la Santa Cuffia, un sudario formato da otto strati di garza cuciti insieme, fatto per coprire le orecchie, le guance e il mento di Gesù.
All’interno si possono notare macchie di sangue, secondo alcuni compatibili con la Sindone.

## Galleria d'immagini

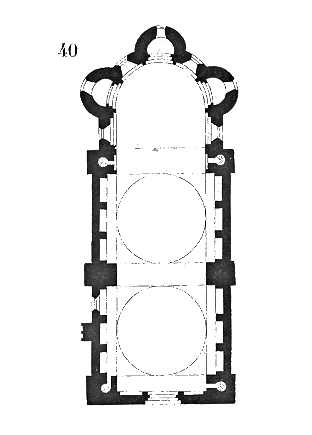
Plan of the cathedral
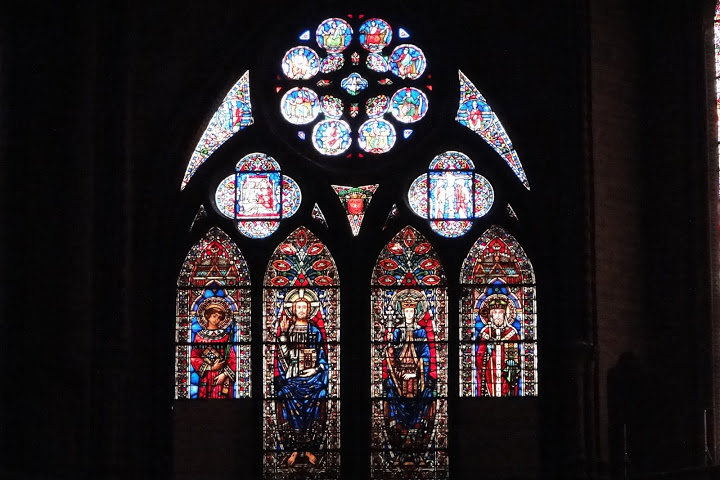
Stained glass windows
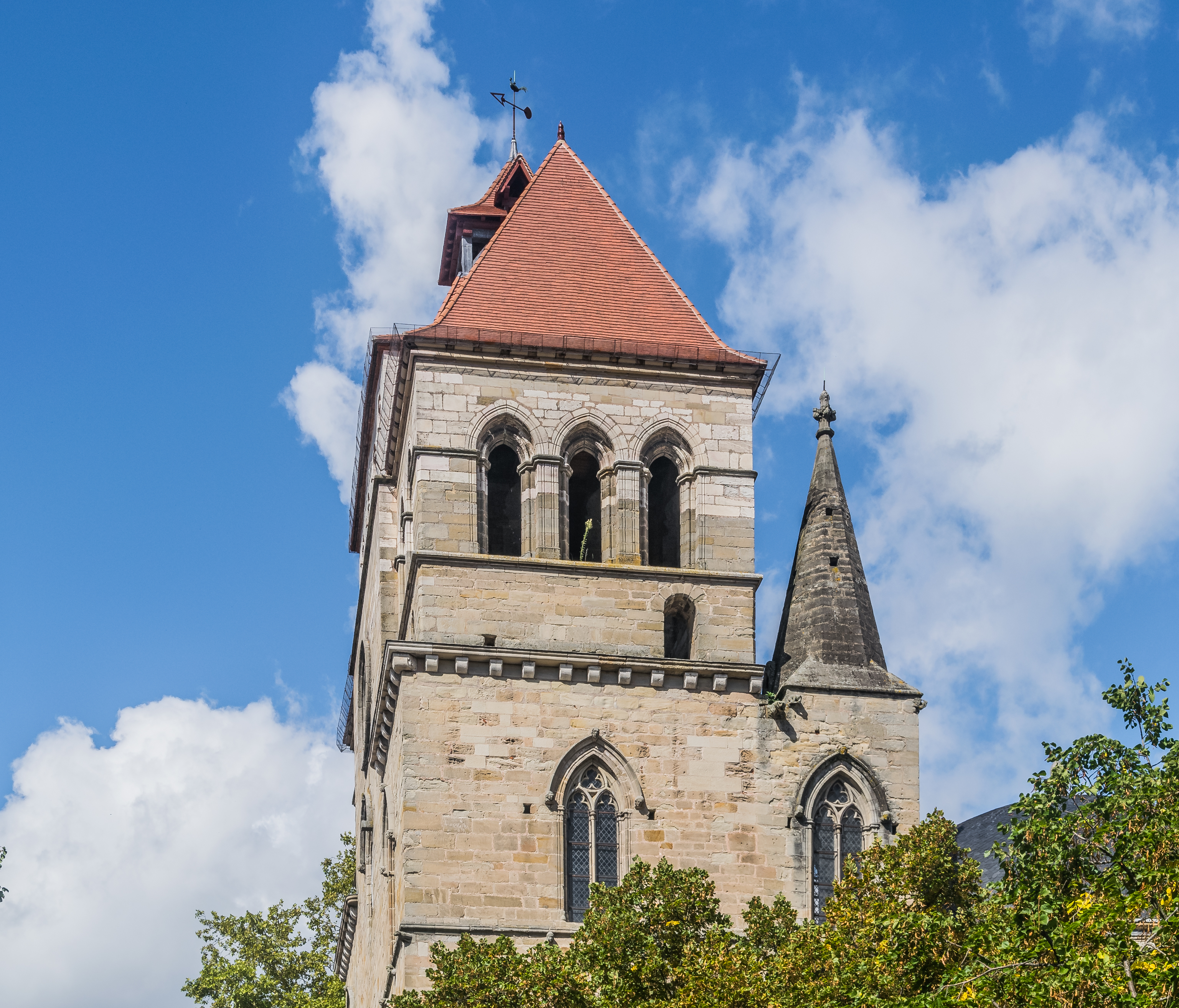
View
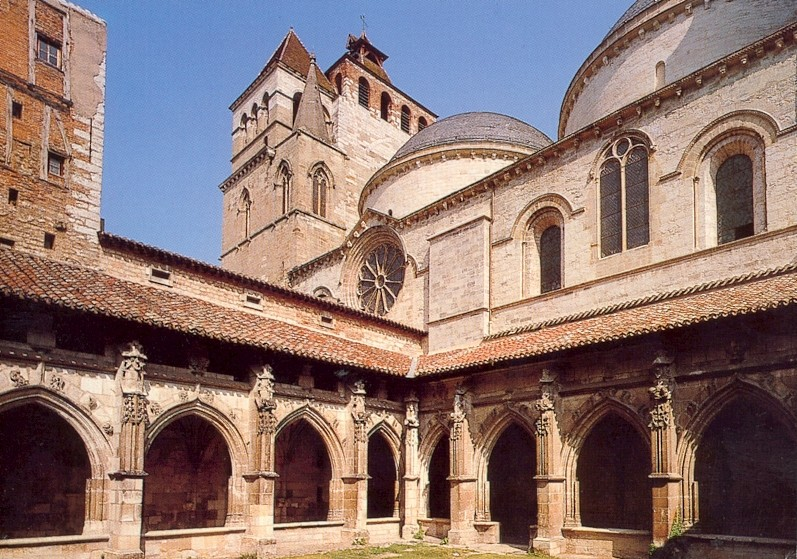
Cloister